# Ariane 4
Ariane 4 est un ancien lanceur civil de l'Agence spatiale européenne (ESA), développé pour placer des satellites en orbite autour de la Terre. Il fait partie de la famille des lanceurs européens Ariane, conçue en collaborations par différents industries européennes, commercialisé par Arianespace et lancé depuis la base de Kourou (Guyane française).

## Historique
L'Agence spatiale européenne décide en octobre 1981, sur proposition de la France, de développer une version plus puissante du lanceur Ariane, permettant de placer 4,17 tonnes en orbite géostationnaire et d'effectuer des lancements doubles. L'objectif est de mettre en service cette nouvelle version en 1986 de manière à pouvoir répondre aux besoins de la nouvelle génération de satellites de télécommunications.
Le CNES est maître d'œuvre et l'Aérospatiale l'architecte industriel. La plupart des composants sont confiés à l'Aérospatiale et DASA dont les activités spatiales ont été intégrées en l'an 2000 au sein d'EADS Astrium. Les moteurs sont fournis par la SEP intégrée à SNECMA en 1997, à l’exception des propulseurs à poudre PAP fournis par SNIA-BPD. La case à équipement est réalisée par Matra.
Les installations de lancement à Kourou sont agrandies : en effet, d'une part le premier complexe de lancement ne permet d'effectuer que 6 tirs par an, alors qu'il est prévu dans le futur une moyenne de 10 tirs par an ; d'autre part les propulseurs d'appoint liquide ne peuvent être montés dans les installations existantes. L'ESA autorise en août 1981 l'édification d'un deuxième complexe de lancement, ELA 2, pour un coût de 153 millions d'euros. Avec ELA 2 le déroulement du montage de la fusée et son lancement sont profondément modifiés pour limiter les conséquences d'une explosion au décollage et surtout réduire le délai entre deux tirs, le bâtiment d'assemblage est construit à près d'1 km de l'aire de lancement et le lanceur est amené sur le lieu de décollage posé sur une table de lancement qui se déplace sur des rails. Grâce à ces nouvelles installations, le délai entre deux tirs peut être réduit théoriquement de 28 à 18 jours.
Arianespace commande un premier lot de 23 lanceurs en 1987 pour la somme de 10 MdF, puis en 1989 un second lot de 50 lanceurs pour une commande record de 18 MdF. Quatre autres commandes suivront en 1995 (5 lanceurs), 1996 (10 lanceurs), et deux en 1997 (10 et 20 lanceurs).
Le premier lancement d'Ariane 4 a lieu le 15 juin 1988  (vol V-22) avec une Ariane 44LP embarquant trois satellites : un satellite météo Meteosat-3, un satellite de télécommunications PAS-1 et un satellite radioamateur AMSAT-P3C.
En 1990, Ariane 4 réalise sa première mission héliosynchrone (vol V-35) et connait son premier échec (vol V-36), qui sera suivi par deux autres en 1994.
Le record de transfert en orbite géostationnaire est établi en 1998 par une Ariane 44L (V-113) avec AFRISTAR et GE-5 pour une masse 4 946 kg.
Elle termine sa carrière le 15 février 2003 avec Ariane 44L (V-159), remplacée par Ariane 5 qui permet d'emporter des charges plus lourdes.

## Bilan
Ariane 4 fut tirée 116 fois entre 1988 et 2003. Elle mit en orbite plus de 180 satellites, réalisa 10 mises en orbite héliosynchrone et 106 mises en orbite de transfert géostationnaire.

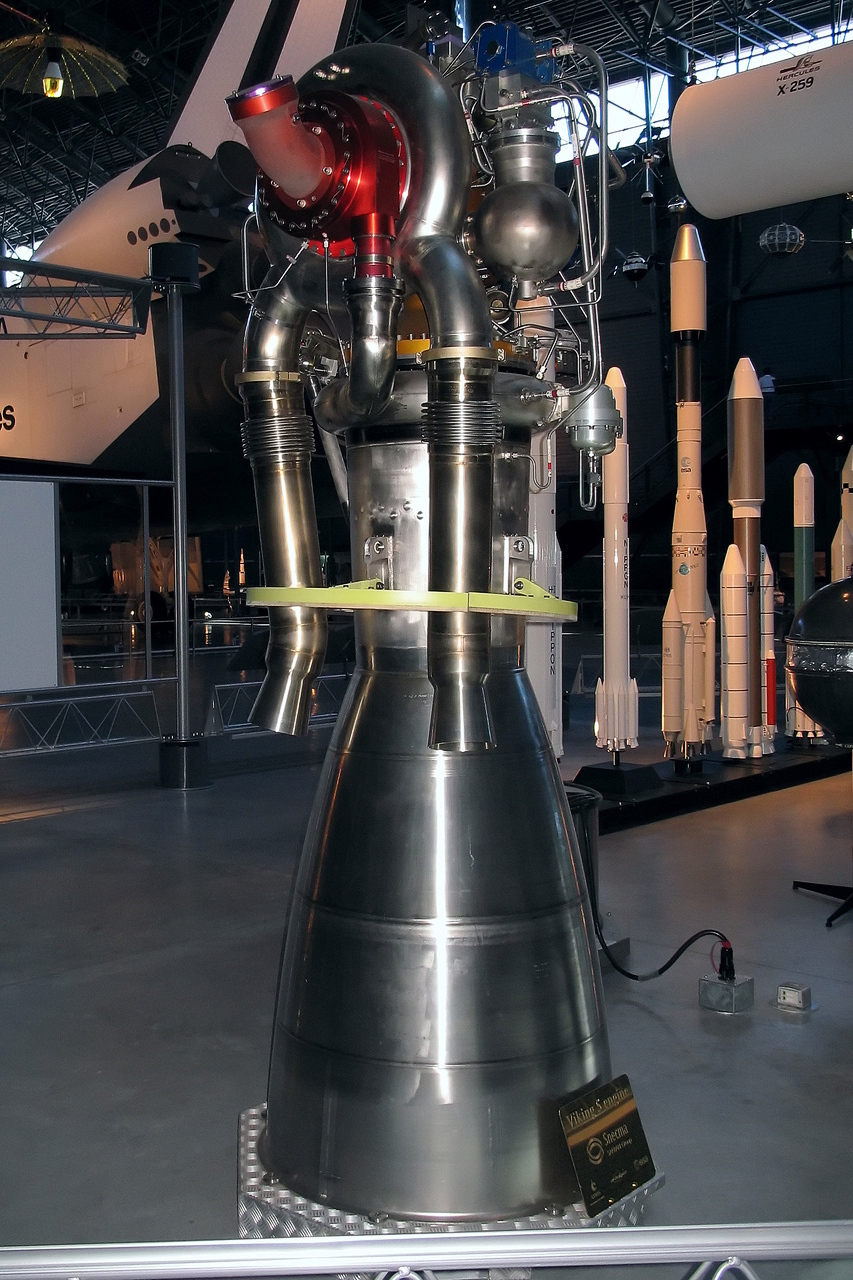
Moteur Viking 5C en exposition au Steven F. Udvar-Hazy Center en Virginie.

Il y eut trois échecs : le Vol 36, où un technicien a oublié un chiffon dans une conduite d'eau d'un moteur Viking du premier étage, le Vol 63 lorsque la turbopompe d'oxygène liquide a surchauffé et s'est rompue, et le Vol 70 quand une fuite ou une obstruction (non déterminé par l'enquête) de la canalisation d'oxygène liquide en amont de la turbopompe entraîna une baisse de puissance du moteur. Malgré ces ennuis, ce lanceur affiche un taux de fiabilité supérieur à 97 %.
Ariane 4 est la version la plus produite des lanceurs Ariane. C'est cette version qui permit à l'Europe de devenir un acteur majeur des lancements de satellites commerciaux détenant jusqu'à 60 % du marché mondial. De 1995 à 2003, Ariane 4 a enchaîné 74 lancements successifs réussis, ce qui constituait un record pour un lanceur commercial  jusqu’au vol VA 233 en novembre 2016, qui permit à Ariane 5 de battre ce record.

## Variantes

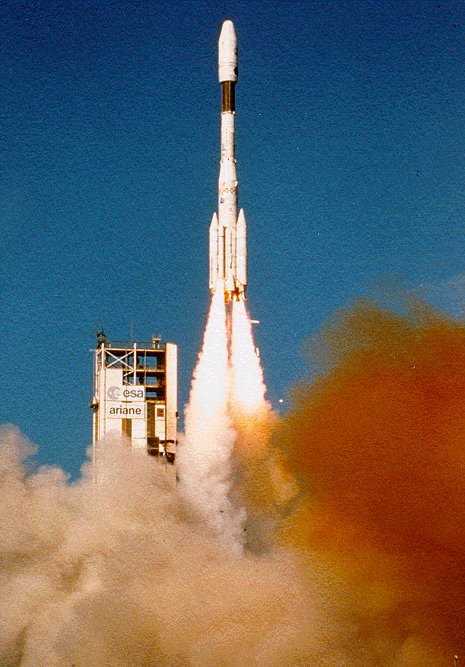
Ariane 44LP au décollage.

Le lanceur était commercialisé dans six configurations différentes permettant de lancer un ou deux satellites en orbite de transfert géostationnaire (GTO) avec une masse totale de 2 100 kg à 4 950 kg. Il possédait selon les versions des propulseurs supplémentaires (zéro, deux ou quatre) de types variables : à propergol liquide (symbolisés par la lettre L), ou bien à propergol solide (également qualifiés de « à poudre » ; symbolisés par la lettre P). Il en résultait ainsi les versions :
- Ariane 40 (sans propulseur d'appoint) ;
- Ariane 42P (deux propulseurs d'appoint à propergol solide) ;
- Ariane 44P (quatre propulseurs d'appoint à propergol solide) ;
- Ariane 42L (deux propulseurs d'appoint à propergol liquide) ;

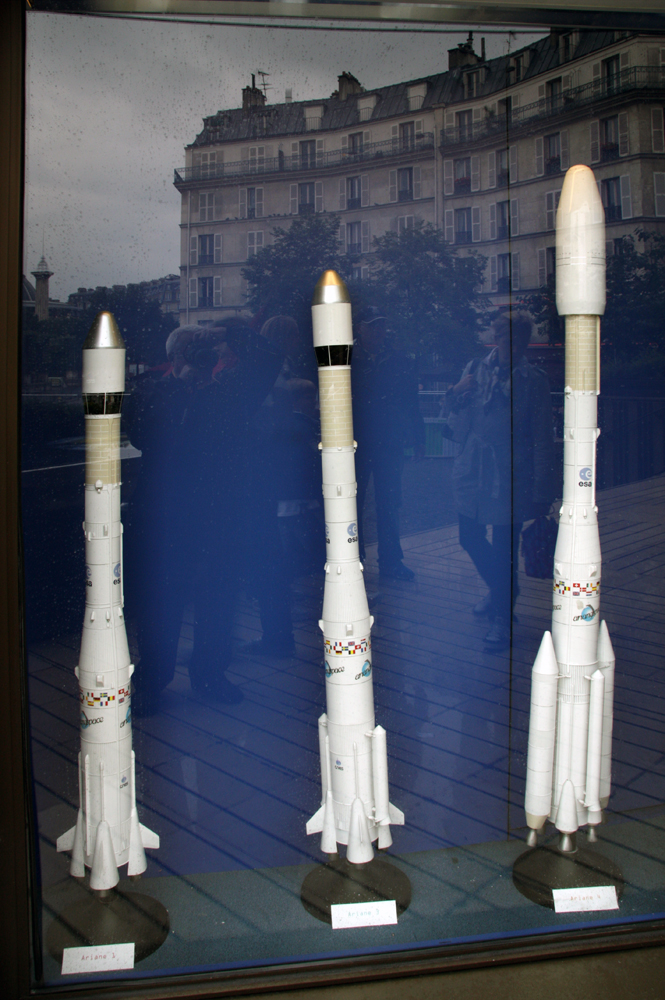
Maquettes d'Ariane 1, 3, 4.

- Ariane 44LP (quatre propulseurs d'appoint : deux à propergol liquide et deux à propergol solide) ;
- Ariane 44L (quatre propulseurs d'appoint à propergol liquide).

| Modèle | PAL | PAP | Masse au décollage (tonnes) | Charge utile en GTO (kg) | Lancements | Succès | Date des échecs   |
| ------ | --- | --- | --------------------------- | ------------------------ | ---------- | ------ | ----------------- |
| A40    | -   | -   | 240                         | 2100                     | 7          | 7      | -                 |
| A42P   | -   | 2   | 320                         | 2930                     | 15         | 14     | 1er décembre 1994 |
| A44P   | -   | 4   | 350                         | 3460                     | 15         | 15     | -                 |
| A42L   | 2   | -   | 360                         | 3480                     | 13         | 13     | -                 |
| A44LP  | 2   | 2   | 420                         | 4220                     | 26         | 25     | 24 janvier 1994   |
| A44L   | 4   | -   | 480                         | 4950                     | 40         | 39     | 22 février 1990   |

## Caractéristiques
Ariane 4 possède une architecture à trois étages, similaire aux précédentes versions des lanceurs Ariane (Ariane 1, Ariane 2 et Ariane 3).

### Propulseurs d'appoint
Des propulseurs d'appoint à carburant liquide ou solide pouvaient être associés au premier étage, offrant une souplesse supplémentaire avec différentes versions utilisables selon la charge à emporter.
Les propulseurs d'appoint liquide (PAL) utilisaient un moteur Viking 6 consommant les mêmes carburants que les premiers et deuxièmes étages :
- masse d'ergols : 37 tonnes (A42L) 39 tonnes (A44L et A44LP) ;
- longueur : 18,6 m ;
- diamètre : 2,2 m ;
- poussée au niveau de la mer : 670 kN ;
- temps de poussée : 142 secondes.

Les propulseurs d'appoint à poudre (PAP) d'Ariane 4 étaient dérivés de ceux d'Ariane 3, allongés de 2 m :
- masse d'ergols : 9,5 tonnes ;
- longueur : 12 m ;
- diamètre : 1 m ;
- poussée au niveau de la mer : 650 kN ;
- temps de poussée : 33 secondes.

### Le premier étage L220

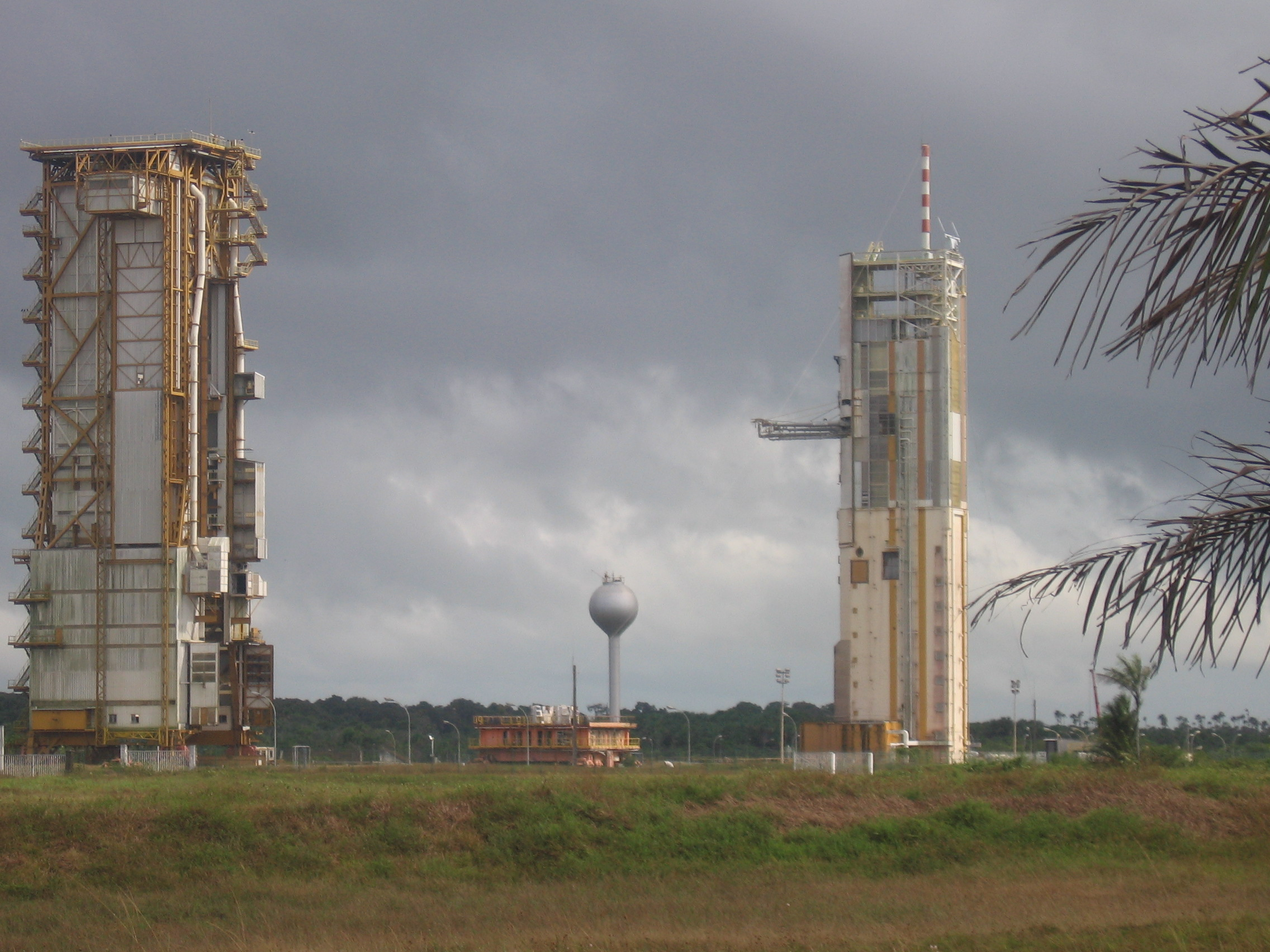
Site de lancement ELA2 d'Ariane 4 au centre spatial guyanais.

Le premier étage était construit par l'Aerospatiale, et les moteurs par la SEP. Par rapport aux versions précédentes d'Ariane, le premier étage fut allongé lui permettant d'emporter jusqu'à 227 tonnes d'ergols. La puissance des quatre moteurs Viking fut légèrement augmentée délivrant une poussée totale au niveau de la mer de 2 718 kN.
Différentes configurations existaient suivant le modèle d'Ariane 4 :
| Modèle        | Masse d'ergols | Temps de poussée |
| ------------- | -------------- | ---------------- |
| A40           | 167,5 tonnes   | 150 secondes     |
| A42L          | 201 tonnes     | 181 secondes     |
| A42P          | 217,2 tonnes   | 196 secondes     |
| A44P/44LP/44L | 227,1 tonnes   | 205 secondes     |

Dimensions :
- longueur : 18,6 m
- diamètre : 3,8 m

### Le deuxième étage L33
Le deuxième étage était intégré par MBB-ERNO, devenu DASA, en Allemagne, les moteurs fournis par la SEP et les réservoirs par Dornier. Il fut peu modifié par rapport aux précédentes versions d'Ariane. Sa structure fut renforcée pour supporter les efforts supplémentaires liés à l'augmentation de la charge utile et à la coiffe plus grande. Quelques équipements furent également modifiés. Il était propulsé par un moteur Viking 4B.
Caractéristiques du L33 :
- masse d'ergols : 34,6 tonnes ;
- longueur : 11,61 m ;
- diamètre : 2,6 m ;
- poussée dans le vide : 798 kN ;
- temps de poussée : 125 secondes.

### Le troisième étage H10
Ariane 4 reprend l'étage H10 des Ariane 2 et 3. Il est construit par Aérospatiale, les moteurs fournis par SEP et les réservoirs par Air liquide. Sa structure fut renforcée de la même manière que l'étage L33. Il était propulsé par un moteur cryogénique HM-7B (désormais utilisé au niveau de l'étage supérieur du lanceur Ariane 5 ECA).
Différentes versions ont équipé Ariane 4 :
| Modèle                                           | Période d'utilisation | Masse d'ergols (kg) | Poussée dans le vide | Temps de poussée |
| ------------------------------------------------ | --------------------- | ------------------- | -------------------- | ---------------- |
| H10 (version de base utilisée sur Ariane 2 et 3) | 1988 à 1993           | 10 800              | 63 kN                | 720 s            |
| H10+                                             | 1992 à 1995           | 11 140              | 63,2 kN              | 750 s            |
| H10-3                                            | 1994 à 2003           | 11 863              | 64,8 kN              | 780 s            |

### La coiffe
Par rapport aux précédents lanceurs Ariane, la coiffe était entièrement nouvelle pour permettre les lancements doubles. Elle se décomposait en deux parties, la partie basse appelée SPELDA (pour Structure porteuse externe de lancement double Ariane) et d'une partie haute simplement appelée coiffe. Chaque partie existait en trois tailles différentes pour s'adapter aux différents satellites. Les deux parties se séparaient en utilisant un dispositif pyrotechnique. En cas de lancement simple, seule la coiffe était utilisée.
La partie SPELDA était construite par BAe et la coiffe par Contraves.

## Lancements
| Date et heure (UTC)      | Désignation | Lanceur     | Site de lancement | Charge utile                      | Statut | Notes                               |
| ------------------------ | ----------- | ----------- | ----------------- | --------------------------------- | ------ | ----------------------------------- |
| 15 juin 1988, 11 h 19    | VA-22       | Ariane 44LP | ELA-2             | Météosat 3, PanAmSat 1, AMSAT P3C | Succès | Vol inaugural d’Ariane 4            |
| 11 décembre 1988, 0 h 33 | VA-27       | Ariane 44LP | ELA-2             | Astra 1A, Skynet 4B               | Succès |                                     |
| 6 mars 1989, 23 h 29     | VA-29       | Ariane 44LP | ELA-2             | JCSAT-1, Météosat 4               | Succès |                                     |
| 5 juin 1989, 22 h 37     | V-31        | Ariane 44L  | ELA-2             | Superbird-A, DFS-1                | succès | Premier lancement de la version 44L |
| 8 août 1989, 23 h 25     | V-33        | Ariane 44LP | ELA-2             | TVSAT-2, Hipparcos                | succès |                                     |
| 27 octobre 1989, 23 h 5  | V-34        | Ariane 44L  | ELA-2             | Intelsat-6AF2                     | succès |                                     |
| 22 janvier 1990,1 h 35   | V-35        | Ariane 40   | ELA-2             | SPOT-2, PACSAT, (…)               | succès | Premier lancement de la version 40  |